# Fernando Acacio de Vera
Fernando Acacio de Vera Figueroa y Silva fue un militar español.

## Biografía
Nació en Mérida en 1656. Tomó gran parte en la guerra contra Portugal, acompañando al ejército durante trece años. Participó en muchas batallas: de la de Badajoz salió herido y se retiró a Mérida, siendo en 1698 sargento mayor de las tropas de infantería que la guarnecían y regidor de su municipio.
Se desconocen su lugar y fecha de fallecimiento.